# Spartak Winnica
Spartak Winnica (ukr. Футбольний клуб «Спартак» Вінниця, Futbolnyj Kłub "Spartak" Winnycia) – ukraiński klub piłkarski z siedzibą w Winnicy.

## Historia
Chronologia nazw:
- ???—...: Spartak Winnica (ukr. «Спартак» Вінниця)

Piłkarska drużyna Spartak została założona w mieście Winnica w latach 30. XX wieku.
W 1937 startował w rozgrywkach Drugiej Grupy Mistrzostw Ukraińskiej SRR, w której zajął ostatnie 6 miejsce.
W 1946 debiutował w rozgrywkach w Trzeciej grupie, ukraińskiej strefie centralnej Mistrzostw ZSRR.
Potem jako drużyna amatorska występował w rozgrywkach lokalnych.
W sezonie 2009/10 występuje w 2 lidze mistrzostw obwodu winnickiego.

## Inne
- Dynamo Winnica
- Nywa Winnica
- Temp Winnica